# 공기탁
공기탁(1969년 12월 28일 ~ )은 대한민국의 코미디언이다. 1995년 KBS 대학개그제 "대상"수상으로 방송을 시작하여 많은 코미디  프로에 출연하였으며 드라마 종합병원2 반짝반짝 빛나는 등 드라마에서도 감초 역할로 많은 활동을 하였다. 지금은 유튜브 채널을 운영하고 있다.

## 학력
숭실대학교 전기공학 학사

## 방송
- MBC 《우리들의 해피엔딩》
- MBC 《종합병원 2》
- MBC 《반짝반짝 빛나는》 - 출판사 직원 역